# Alfredo Cattabiani
Alfredo Cattabiani (ur. 26 maja 1937 w Turynie, zm. 18 maja 2003 w Santa Marinella) – włoski publicysta, pisarz, wydawca i historyk religii, symbolista, tradycjonalista religijny i kulturowy
Pochodził z rodziny arystokratycznej. Ukończył jezuicki Instytut Społeczny. Studiował nauki polityczne. Zasadnicze znaczenie dla ukształtowania się jego poglądów miała twórczość takich osób, jak Mircea Eliade, Augusto del Noce, Simone Weil, René Guénon, czy Joseph de Maistre. W 1962 r. założył w Turynie wydawnictwo Edizioni dell'Albero, aby przełamać monopol dominującej kultury, przesiąkniętej – według niego – marksizmem i nietolerancją. Jednocześnie współpracował z wieloma gazetami i czasopismami literackimi. Pisał artykuły do gazet „Il Settimanale”, „Il Tempo”, „Il Giornale”. W 1964 r. opublikował antologię pism politycznych Georges’a Bernanosa. W 1966 r. objął kierownictwo redakcyjne w wydawnictwie Borla, gdzie wydał serię „Documenti di cultura moderna”, publikującą utwory „zapomnianych” autorów, jak Hans Sedlmayr, Abraham Joshua Heschel, S. Weil, M. Eliade, Chogyam Trungpa. W 1969 r. przeniósł się do Mediolanu, gdzie został dyrektorem wydawnictwa Rusconi, sprawując tę funkcję przez wiele lat. Był inicjatorem serii wydawniczej Rusconi Libri, w ramach której zostały opublikowane książki J.R.R. Tolkiena, Guida Ceronettiego, Cristiny Campo, Ernsta Jüngera, Mario Pomilio. W 1979 r. zamieszkał w Rzymie, gdzie pracował jako dziennikarz w gazecie „Il Settimanale” i „Il Tempo”. Po zamknięciu „Il Settimanale” stał się niezależnym dziennikarzem i publicystą, dystansując się od wszelkich partii i ugrupowań politycznych. Prowadził też programy radiowe dla radia RAI. W tym czasie napisał kilka książek dotyczących historii religii, tradycji i symboliki. W 2001 r. opublikował zbiór opowiadań, za co zdobył nagrodę literacką Basilicata. W tym samym roku przeniósł się do małego nadmorskiego miasteczka Santa Marinella w Lacjum, gdzie żył aż do śmierci. Alfredo Cattabiani był zwolennikiem tradycjonalizmu katolickiego.